# Ягодинка (притока Смяч)
Ягодинка (рос. Р. Ягодинка; Без назвы) — річка в Україні у Ріпкинському й Городнянському районах Чернігівської області. Права притока річки Смяч (басейн Десни).

## Опис
Довжина річки приблизно 3,67 км, найкоротша відстань між витоком і гирлом — 3,35  км, коефіцієнт звивистості річки — 1,11 . Формується декількома безіменними струмками та загатами. Річка пованістю каналізована.

## Розташування
Бере початок на південно-східній стороні від села Олександрівки у заболоченій місцині біля мішаного лісу. Тече переважно на північний схід через село Будище і у заболоченій місцевості впадає у річку Смяч, праву притоку річки Снов.